# Ingarö socken
Ingarö socken i Uppland ingick i Värmdö skeppslag, ingår sedan 1974 i Värmdö kommun och motsvarar från 2016 Ingarö distrikt.
Socknens areal var den 1 januari 1961 75,05 kvadratkilometer, varav 73,46 km² land.  År 2000 fanns här 4 895 invånare. Godset Beatelund, tätorterna Brunn, Långvik, Fågelvikshöjden och Ingaröstrand, orterna Fågelvik, Nykvarn och Björnö samt sockenkyrkan Ingarö kyrka ligger i socknen.

## Administrativ historik
Ingarö församling bildades 1792 genom en utbrytning ur Värmdö församling. 
Vid kommunreformen 1862 övergick socknens ansvar för de kyrkliga frågorna till Ingarö församling och för de borgerliga frågorna till Ingarö landskommun. Landskommunen inkorporerades 1952 i Gustavsbergs landskommun som 1974 uppgick i Värmdö kommun. Församlingen uppgick 2010 i Gustavsberg-Ingarö församling.
1 januari 2016 inrättades distriktet Ingarö, med samma omfattning som församlingen hade 1999/2000.  
Socknen har tillhört län, fögderier, tingslag och domsagor enligt vad som beskrivs i artikeln Värmdö skeppslag. De indelta båtsmännen tillhörde Södra Roslags 2:a båtsmanskompani.

## Geografi
Ingarö socken ligger öster om Stockholm och omfattar Ingarö och södra delen av Farstalandet samt mindre öar som Södra Lagnö och med Ingaröfjärden i sydväst och Nämdöfjärden i söder. Socknen är starkt kuperad med skog och berg och viss odlingsbygd i dalar och sänkor.

## Fornlämningar
En boplats från stenåldern är funnen samt stensättningar från bronsåldern.  Från järnåldern finns åtta gravfält.

## Namnet
Namnet (1527 Inga) kommer från Ingaröfjärden vars namn har oklar tolkning.
Socknen benämndes också tidigare Pilhamns socken.

## Befolkningsutveckling
| Befolkningsutvecklingen i Ingarö socken 1840–2000 | Befolkningsutvecklingen i Ingarö socken 1840–2000 | Befolkningsutvecklingen i Ingarö socken 1840–2000 | Befolkningsutvecklingen i Ingarö socken 1840–2000 | Befolkningsutvecklingen i Ingarö socken 1840–2000 |
| ------------------------------------------------- | ------------------------------------------------- | ------------------------------------------------- | ------------------------------------------------- | ------------------------------------------------- |
|                                                   |                                                   |                                                   |                                                   |                                                   |
| År                                                |                                                   |                                                   | Folkmängd                                         |                                                   |
| 1840                                              | 1840                                              |                                                   | 765                                               |                                                   |
| 1850                                              | 1850                                              |                                                   | 778                                               |                                                   |
| 1860                                              | 1860                                              |                                                   | 833                                               |                                                   |
| 1870                                              | 1870                                              |                                                   | 859                                               |                                                   |
| 1880                                              | 1880                                              |                                                   | 854                                               |                                                   |
| 1890                                              | 1890                                              |                                                   | 751                                               |                                                   |
| 1900                                              | 1900                                              |                                                   | 740                                               |                                                   |
| 1910                                              | 1910                                              |                                                   | 705                                               |                                                   |
| 1920                                              | 1920                                              |                                                   | 890                                               |                                                   |
| 1930                                              | 1930                                              |                                                   | 756                                               |                                                   |
| 1940                                              | 1940                                              |                                                   | 718                                               |                                                   |
| 1950                                              | 1950                                              |                                                   | 607                                               |                                                   |
| 1960                                              | 1960                                              |                                                   | 566                                               |                                                   |
| 1970                                              | 1970                                              |                                                   | 1097                                              |                                                   |
| 1980                                              | 1980                                              |                                                   | 2334                                              |                                                   |
| 1990                                              | 1990                                              |                                                   | 2836                                              |                                                   |
| 2000                                              | 2000                                              |                                                   | 4895                                              |                                                   |